# Кларенс Гобарт
Кларенс Гобарт (англ. Clarence Hobart; 27 червня 1870 — 2 серпня 1930) — колишній американський тенісист.
Здобув 18 одиночних титулів.
Перемагав на турнірах Великого шолома в парному та змішаному парному розрядах.
Завершив кар'єру 1919 року.

## Фінали турнірів Великого шолома

### Одиночний розряд (1 поразка)
| Результат | Рік  | Турнір        | Покриття | Суперник        | Рахунок                 |
| --------- | ---- | ------------- | -------- | --------------- | ----------------------- |
| Поразка   | 1891 | Чемпіонат США | Трава    | Олівер Кемпбелл | 6–2, 5–7, 9–7, 1–6, 2–6 |

### Парний розряд (3–5)
| Результат | Рік  | Турнір               | Покриття | Партнер          | Суперники                         | Рахунок                 |
| --------- | ---- | -------------------- | -------- | ---------------- | --------------------------------- | ----------------------- |
| Поразка   | 1888 | Чемпіонат США        | Трава    | Едвард Макмуллен | Олівер Кемпбелл Валентайн Голл    | 4–6, 2–6, 2–6           |
| Перемога  | 1890 | Чемпіонат США        | Трава    | Валентайн Голл   | Чарлз Карвер Джон Раєрсон         | 6–3, 4–6, 6–2, 2–6, 6–3 |
| Поразка   | 1891 | Чемпіонат США        | Трава    | Валентайн Голл   | Олівер Кемпбелл Роберт Гантінґтон | 3–6, 4–6, 6–8           |
| Перемога  | 1893 | Чемпіонат США        | Трава    | Фред Гові        | Олівер Кемпбелл Роберт Гантінґтон | 6–3, 6–4, 4–6, 6–2      |
| Перемога  | 1894 | Чемпіонат США        | Трава    | Фред Гові        | Карр Ніл Сем Ніл                  | 6–3, 8–6, 6–1           |
| Поразка   | 1895 | Чемпіонат США        | Трава    | Фред Гові        | Малколм Грін Чейс Роберт Ренн     | 5–7, 1–6, 6–8           |
| Поразка   | 1898 | Вімблдонський турнір | Трава    | Гаролд Нісбет    | Реджинальд Догерті Лоренс Догерті | 4–6, 4–6, 2–6           |
| Поразка   | 1899 | Вімблдонський турнір | Трава    | Гаролд Нісбет    | Реджинальд Догерті Лоренс Догерті | 5–7, 0–6, 2–6           |

### Мікст (3 перемоги)
| Результат | Рік  | Турнір        | Покриття | Партнер       | Суперники                    | Рахунок        |
| --------- | ---- | ------------- | -------- | ------------- | ---------------------------- | -------------- |
| Перемога  | 1892 | Чемпіонат США | Трава    | Мейбл Кегілл  | Елізабет Мур Родмонд Біч     | 6–1, 6–3       |
| Перемога  | 1893 | Чемпіонат США | Трава    | Еллен Рузвелт | Етел Бенкстон Роберт Віллсон | 6–4, 4–6, 10–6 |
| Перемога  | 1905 | Чемпіонат США | Трава    | Оґаста Шульц  | Елізабет Мур Едвард Дьюгерст | 6–2, 6–4       |